# Richard Perlia
Richard Perlia (ur. ok. 1860 w Akwizgranie, zm. po 1931) – niemiecki lekarz okulista.
Studiował na Uniwersytecie w Würzburgu, w 1882 roku ukończył studia i przedstawił dysertację doktorską Fieberlose Pneumonie. Do 1893 praktykował jako okulista we Frankfurcie. Współpracownik Ludwiga Edingera (1896) we frankfurckim Instytucie Neurologicznym. Potem praktykował w Krefeld. Był radcą sanitarnym (Sanitätsrat). 
Jako pierwszy opisał jądro nerwu okoruchowego, określane często jako jądro Perlii.

## Wybrane prace
- Fieberlose Pneumonie. Inaugural-Dissertation. Becker, 1882
- Ueber Keratitis bullosa. Klin. Monatsbl. f. Augenh. 26, ss. 1-13 (1888)
- Ueber einen Tageslichtreflektor fuer Schulen. Gesundheit und Erziehung ss. 11-17
- Die Anatomie des Oculomotoriuscentrums beim Menschen, „Albrecht von Graefes Archiv für Ophthalmologie”, 35 (4), 1889, s. 287–304, DOI: 10.1007/BF01695201.
- Ansicht des Mittel- und Zwischenhirns eines Kindes mit congenitaler Amaurose. Arch. f. Ophth. 36, ss. 217-223 (1890)
- Leitfaden der Hygiene des Auges. Voss, 1893
- Vermag ein Trauma eine auf  konstitutioneller Basis beruhende Augenentzündung auszulösen?  Medicinische Blätter. Wochenschrift für die gesamte Heilkunde 28, s. 116  (1905)
- Ueber die traumatische Keratitis parenchymatosa [Entgegnung an von Hippel]. Klin. Monatsbl. f. Augenh. 45, 210 (1907)
- Ein vereinfachtes Stereoskopometer. Klinische Monatsblaetter fuer Augenheilkunde 49, s. 492- (1911)
- Scheinbar spontane Iridodialyse. Klin. Monatsbl. f. Augenh. 2, ss. 739-741 (1912)
- Ueber pyämische Embolie im Limbus corneæ. Klin. Monatsbl. f. Augenh. 2, ss. 741-743 (1912)
- Die Haftung des Bahnhofswirts für Unfälle innerhalb  seines Gewerbebetriebes (1914)